# Землетрясение 9/21 на Тайване

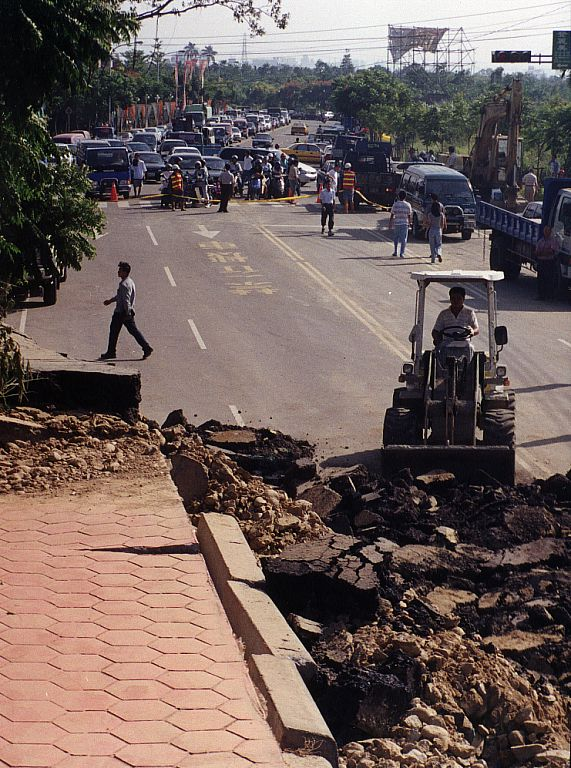

Землетрясение 9/21 (кит. трад.: 九二一大地震; пиньинь: Jiǔ'èryī dàdìzhèn; 921 earthquake), также известное как «землетрясение Цзицзи» (кит. трад.: 集集大地震; пиньинь: Jíjí dàdìzhèn;jiji earthquake), имело магнитуду 7,3 — 7,6 по шкале Рихтера и произошло в 01:47:12.6 по местному времени (17:47:12 по Гринвичу) во вторник 21 сентября 1999 года в городе Цзицзи (округ Наньтоу) на Тайване. Гипоцентр находился на глубине 8 километров. Оно сопровождалось многочисленными афтершоками, один из которых, произошедший 26 сентября, имел магнитуду 6,8. В результате погибло 2 415 человек, было ранено 11 305 человек, общий материальный ущерб составил 300 млрд. новых тайваньских долларов (10 млрд. долл. США). Это было второе по мощности из зарегистрированных землетрясений в истории Тайваня.
В спасательных работах и борьбе с гуманитарной катастрофой (более 100 тыс. человек остались без крова) приняли участие поисково-спасательные группы со всего мира. Катастрофа, названная местными масс-медиа «землетрясением века», имела глубокие тяжелые последствия для экономики острова и общественного сознания и привела к разочарованию в деятельности правительства. Вероятно, это послужило одним из факторов проигрыша Гоминьданом в 2000 г. президентских выборов в пользу представителя Демократической прогрессивной партии Чэнь Шуйбяня.
Поскольку остров находится на стыке тектонических плит Евразии и Филиппинского моря, землетрясения на Тайване не являются редкостью. Только в 20 веке на острове произошло 7 землетрясений с магнитудой более 6,0 по шкале Рихтера. Землетрясение 1999 года стало восьмым и наиболее тяжелым по последствиям.
При землетрясении 1935 года с магнитудой в 7,3 погибло свыше трех тысяч человек, но экономический ущерб был невелик. Очаговая область землетрясения располагалась около городов Синьчжу и Тайчжун, вдали от крупных городов, где проживает большая часть населения острова. Основная часть строений на острове устояла, но многие новые высотные здания не выдержали удара и превратились в груды развалин. По сообщениям отдела по стихийным бедствиям Министерства внутренних дел Тайваня, 1 130 человек погибло, около 3,5 тысяч получили ранения. Наибольшее количество людей погибло в городе Тайчжу и близлежащей к нему области Наньтоу.